# Eukoenenia thais
Eukoenenia thais is een spinnensoort in de taxonomische indeling van de Palpigradi.
Het dier komt uit het geslacht Eukoenenia. Eukoenenia thais werd in 1988 beschreven door Condé.